# Voxid
Voxid (Eigenschreibweise VOXID) ist ein 2006 in Leipzig gegründetes A-cappella-Quintett. Die Formation trat von Mai 2006 bis November 2015 unter dem Namen tonalrausch auf und erspielte mehrfach internationale Preise.

## Geschichte
Die Formation wurde unter dem Namen tonalrausch im Jahr 2006 in Leipzig gegründet. Das gemischte Vokalquintett spielte in den ersten Jahren zahlreiche Konzerte, vor allem in Deutschland, der Schweiz, in Österreich, Asien und den Niederlanden.
Anfangs arrangierte vor allem Mitbegründer Matthias Knoche das Repertoire aus Jazz-Standards und Popsongs, später immer mehr das Gründungsmitglied Daniel Barke. Auch der später zur Gruppe hinzu gelangte Tenor Friedrich Rau und Tenor Gabriel Fuhrmann steuerten Arrangements und Kompositionen zum musikalischen Gesamtwerk des Ensembles bei.
Es folgten zahlreiche Gastspiele auf internationalen Festivals und erstmals Konzertreisen nach Belgien, Italien und Ungarn. Auf der zweiten von insgesamt drei Taiwan Tourneen (2009, 2011 und 2015) spielte das Ensemble auf dem Taichung Jazz Festival vor 23.000 Menschen. Im Februar 2015 gelangte die Sopranistin Maike Lindemann zur Gruppe und der Grundstein für einen Namenswechsel zu Voxid am 1. Dezember 2015 wurde in Verbindung mit einer musikalischen Neuausrichtung gelegt.
Im Frühjahr 2019 wird das Video zur Single „Music Ain't My Thing“ vom Album „SHADES OF LIGHT“ von der Contemporary A Cappella Society of America mit zwei ersten Preisen als „Best Video by a Professional Group“ mit „Outstanding Video Editing“ gekürt. Der Tenor Friedrich Rau wird von Joachim Rust ersetzt, welcher als Produzent und Songwriter aus Bückeburg das Ensemble auch ebenfalls kompositorisch bereichert. Beim Aarhus Vocal Festival (DK) erhält VOXID im gleichen Jahr einen 2. Preis in der Kategorie Vocal Groups.
Am 19. Oktober 2020 verkündeten Voxid, dass drei der fünf Mitglieder 2021 aufhören werden, um sich anderen Projekten zu widmen und dass für 2021 eine Abschiedstour geplant sei.

## Stil
Das Repertoire von Voxid enthält in erster Linie englischsprachige Eigenkompositionen miteinander verwandter Stilrichtungen wie Pop über R&B bis hin zu Soul und Hip-Hop. Anfangs sangen sie unter dem Namen tonalrausch vor allem eigene Arrangements von Jazz-Standards, bis sie mit ihren Eigenkompositionen begannen.

## Mitglieder
- Maike Lindemann (Sopran) (* 1982)
- Diana Labrenz (Alt) (* 1975)
- Gabriel Fuhrmann (Tenor) (* 1984)
- Joachim Rust (Tenor) (* 1981)
- Daniel Barke (Bass, Beatbox) (* 1984)

## Diskografie
Alben
- 2019: Evergreen (Single)
- 2018: Shades Of Light (Longplayer)
- 2016: Voxid (EP)
- 2015: Vocal Spring – Taiwan Edition (als tonalrausch veröffentlicht)
- 2014: On Vocation (als tonalrausch veröffentlicht)
- 2011: On Vocation – Taiwan Edition (als tonalrausch veröffentlicht)
- 2009: Jazzclub (als tonalrausch veröffentlicht)

## Auszeichnungen
- 2. Preis bei der Vocal Group Competition vom AAVF (Aarhus Vocal Festival) (2019)[2]
- Beim deutschen Kompositionswettbewerb „Gebt uns Songs“ wurden die Werke „Summer Rain“ (Daniel Barke) und „How Dare You“ (Gabriel Fuhrmann) als „für die Vokalmusik wegweisend“ ausgezeichnet. (2015)
- Goldenes Diplom und Sonderpreis für das beste Arrangement bei der International A Cappella Competition Graz/Österreich (2014)
- 1. Preis beim Internationalen Finsterwalder Sängerwettbewerb, Ensemblekategorie (2012)
- 1. Preis beim Jugend Kulturell Vorentscheid in Weimar (2011)
- Publikumspreis beim Jugend Kulturell Vorentscheid in Weimar (2011)
- 3. Preis beim amarcord-Arrangement-Wettbewerb A Cappella für Daniel Barke mit „Min Ros, min Lilja“
- 1. Preis bei der International Contemporary A Cappella Competition in Taipeh/Taiwan (2009)
- „best singer award“ bei der International Contemporary A Cappella Competition in Taipeh/Taiwan für Alexandra Gruber (2009)
- „best arrangement award“ bei der International Contemporary A Cappella Competition in Taipeh/Taiwan für Matthias Knoche (2009)
- „best choreography award“ bei der International Contemporary A Cappella Competition in Taipeh/Taiwan (2009)
- 1. Preis in der International A Cappella Competition Graz/Österreich in der Kategorie „Jazz“ (2008)